# Michel Knuysen
Michel Jules Lodewijk Knuysen (Wijnegem, 25 oktober 1929 - Antwerpen, 6 mei 2013) was een Belgische roeier.

## Loopbaan
Knuysen was met Bob Baetens actief in de categorie twee zonder stuurman. Ze werden verschillende malen Belgisch en in 1951 Europees kampioen. Op de Olympische Spelen van 1952 behaalden ze een zilveren medaille. Op de Europese kampioenschappen van 1953 en 1955 behaalden ze eveneens de zilveren medaille. In 1956 veroverden ze brons. Op de Olympische Spelen van 1956 strandde het duo in de herkansing van de eerste ronde.
Na zijn sportcarrière leidde hij een zeilmakersbedrijf.

## Palmares
twee-zonder-stuurman
- 1951:  EK in Mâcon
- 1952:  OS in Helsinki
- 1953:  EK in Kopenhagen
- 1953:  Silver Goblets & Nickalls’ Challenge Cup
- 1955:  EK in Gent
- 1956:  EK in Bled
- 1956: 3e in herkansing OS in Melbourne